# Arthur Morin
Arthur Jules Morin, född 19 oktober 1795 i Paris, död där 7 februari 1880, var en fransk ingenjör och artillerigeneral.
Morin blev 1849 professor i industriell mekanik och 1852 direktör vid Conservatoire national des arts et métiers i Paris samt utnämndes 1853 till president i kommissionen för den första världsutställningen i Paris och 1855 till divisionsgeneral. Han gjorde sig i övrigt känd dels genom en mängd monografier i mekanik, dels genom Aide-mémoire de mécanique pratique (1838; "Handbok i praktisk mekanik", 1840, tredje upplagan 1862) och Leçons de mécanique pratique (1853-1858), dels genom uppfinningar av nya instrument, såsom rotationsdynamometern och den efter honom uppkallade maskin, som visar lagarna för kroppars fall. Han blev 1843 ledamot av franska Vetenskapsakademien och 1850 av svenska Vetenskapsakademien. Hans namn tillhör de 72 som är ingraverade på Eiffeltornet.

## Böcker
listan är inkomplett
- Morin, Arthur Jules; J.S.Bagge (1840). Handbok i praktisk mekanik (af Arthur Morin. Öfvers., under iakttagande af alla formlers och tabellers reduktion efter svenskt mått och vigt-system, och med betydliga tillägg försedd af J.S.Bagge.). Stockholm: Norstedts förlag. Libris 2922968

### Webbkällor
- Morin, Arthur Jules i Nordisk familjebok (andra upplagan, 1913)